# Gabriel II d'Alexandrie
Gabriel II d'Alexandrie  nommé également  Ibn Turaik  est un  patriarche copte d'Alexandrie du 3 février 1131 au 5 avril 1145

## Contexte
Gabriel est issu de la noblesse du Caire.
Scribe et savant distingué, il transcrit de nombreux livres en arabe et en copte.
D'une conduite irréprochable, il est élu patriarche et consacré le  9e jour d'Amshir 847 Ère des Martyrs. du calendrier copte soit le 3 février 1131 A.D. 
La formulation de la fin de sa profession de foi « qu'il a rendu avec sa divinité », pourtant acceptée par les églises de Haute-Égypte  et de Thébaïde, scandalise les moines qui le contraignent à y ajouter «  sans division mélange ni confusion » 
Sous son pontificat l'Église orthodoxe éthiopienne manifeste pour la première fois sa volonté d'échapper à la tutelle copte en demandant, en vain, que le métropolite puisse consacrer plus d'évêques que ne l'autorisent les pseudos-canons du Premier concile de Nicée, afin qu'il puisse administrer son église par le biais d'un synode indépendant
Au cours de sa papauté, il  ordonne 53 évêques et de nombreux prêtres, il rédige des canons et des lois concernant l'héritage, et bien d'autres questions. Ennemi résolu de la simonie, il n'a jamais demandé d'argent à personne, ni touché aux revenus des églises, ni à ceux des dotations religieuses des pauvres. Lorsque le gouverneur musulman de l'époque lui impose une contribution, les nobles et le peuple collectent 300 dinars en or et les remettent au gouverneur en son nom
Il meurt après avoir occupé le siège patriarcal pendant 14 années, le 5 avril 1145 suivant le calendrier copte le 4e jour de  de Baramouda 861 Ère des Martyrs.